# Zwinduinen en -polders

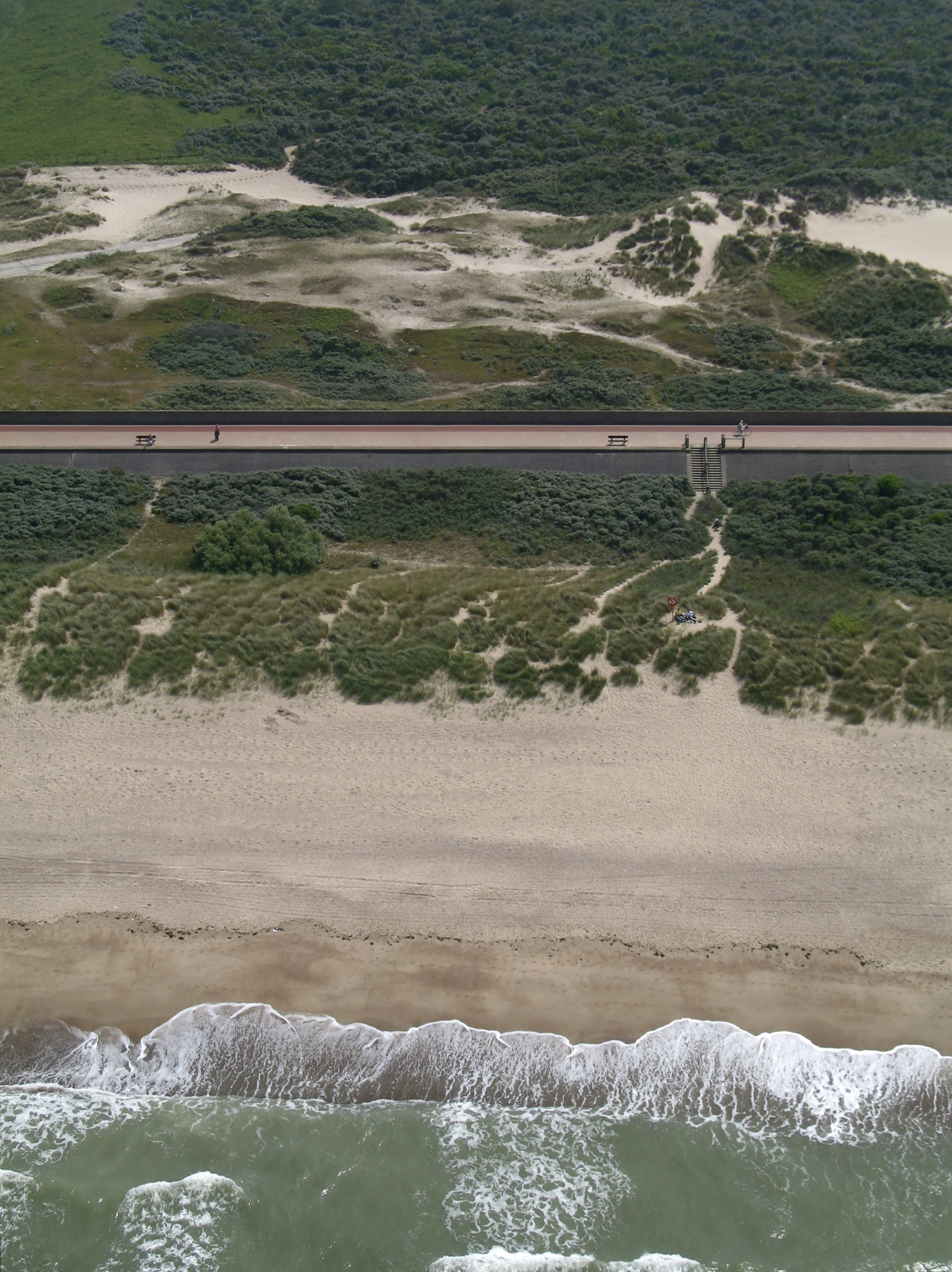

De Zwinduinen en -polders zijn een Vlaams natuurreservaat van 222 hectare in Landschapspark Zwinstreek in Knokke-Heist. Het reservaat grenst aan het Zwin Natuur Park en het Zwin. Tot de negentiende eeuw hadden de Zwinduinen hetzelfde uitzicht als het Zwin (met duinen, schorren en slikken). Toen de Internationale Dijk werd gebouwd vanaf 1872 stond het gebied niet langer in direct contact met de zee. Later werden ook bosjes aangeplant. In 2002 werd het gebied overgekocht van Compagnie Het Zoute door het Agentschap voor Natuur en Bos de Vlaamse overheid. Het natuurreservaat is Europees beschermd als onderdeel van Natura 2000-gebied 'Duingebieden inclusief IJzermonding en Zwin'. Dankzij twee Life-projecten van de Europese Unie (ZENO en ZTAR) werd het duinenlandschap hersteld. In het gebied bloeien slanke gentiaan, sierlijk vetmuur, parnassia, twee soorten addertong en schrale duingraslanden. 
Op de Kleyne Vlakte (een voormalig vliegveld) komen onder andere bruin blauwtje en blauwvleugelsprinkhaan voor. Daarnaast is het gebied rijk aan vogels, waaronder vele steltlopers, reigers, meeuwen en eenden. De Kleyne Vlakte is een geschikte broedplaats voor kleine zilverreiger, kluut, visdiefje, lepelaar, wespendief, boomleeuwerik en blauwborst en een belangrijke overwinterplek voor velduil, kolgans en blauwe kiekendief.
In de voormalige zandwinningsputten van Tobruk leven kamsalamander, rugstreeppad en boomkikker. Het gebied wordt begraasd door grote grazers als koniks, Schotse hooglandrunderen, Shetlandpony’s, Vlaamse schapen en duingeiten.

## Afbeeldingen

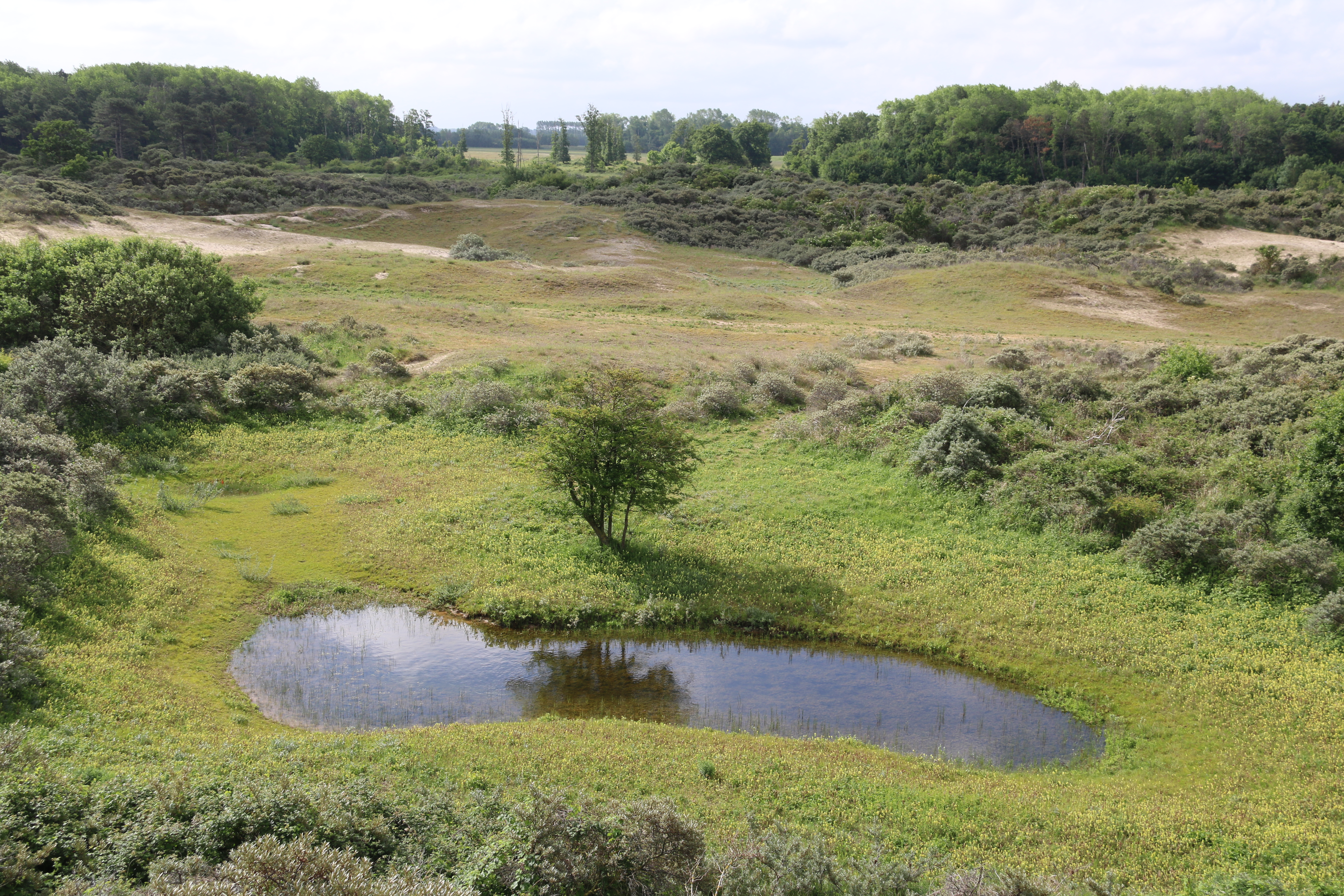
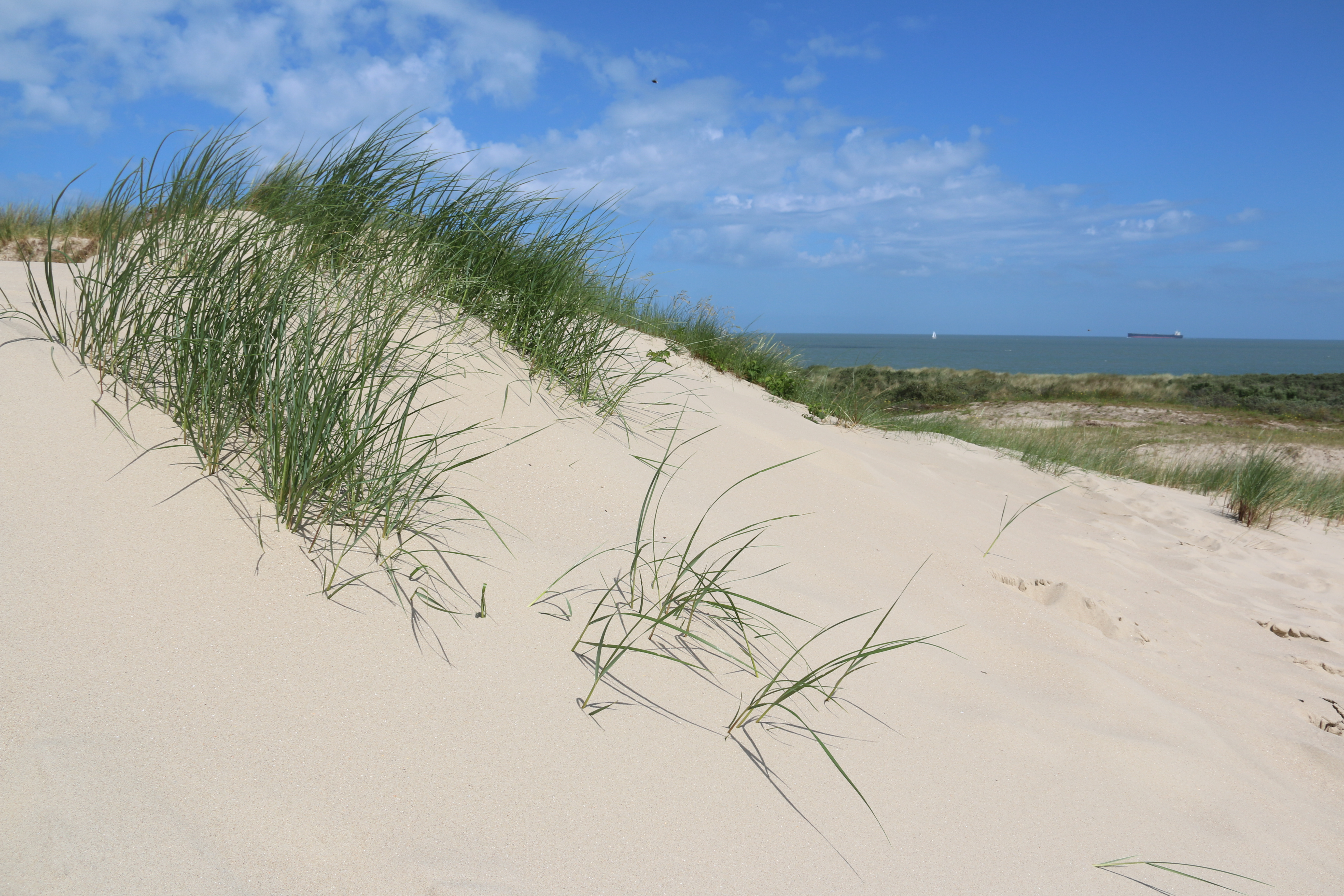
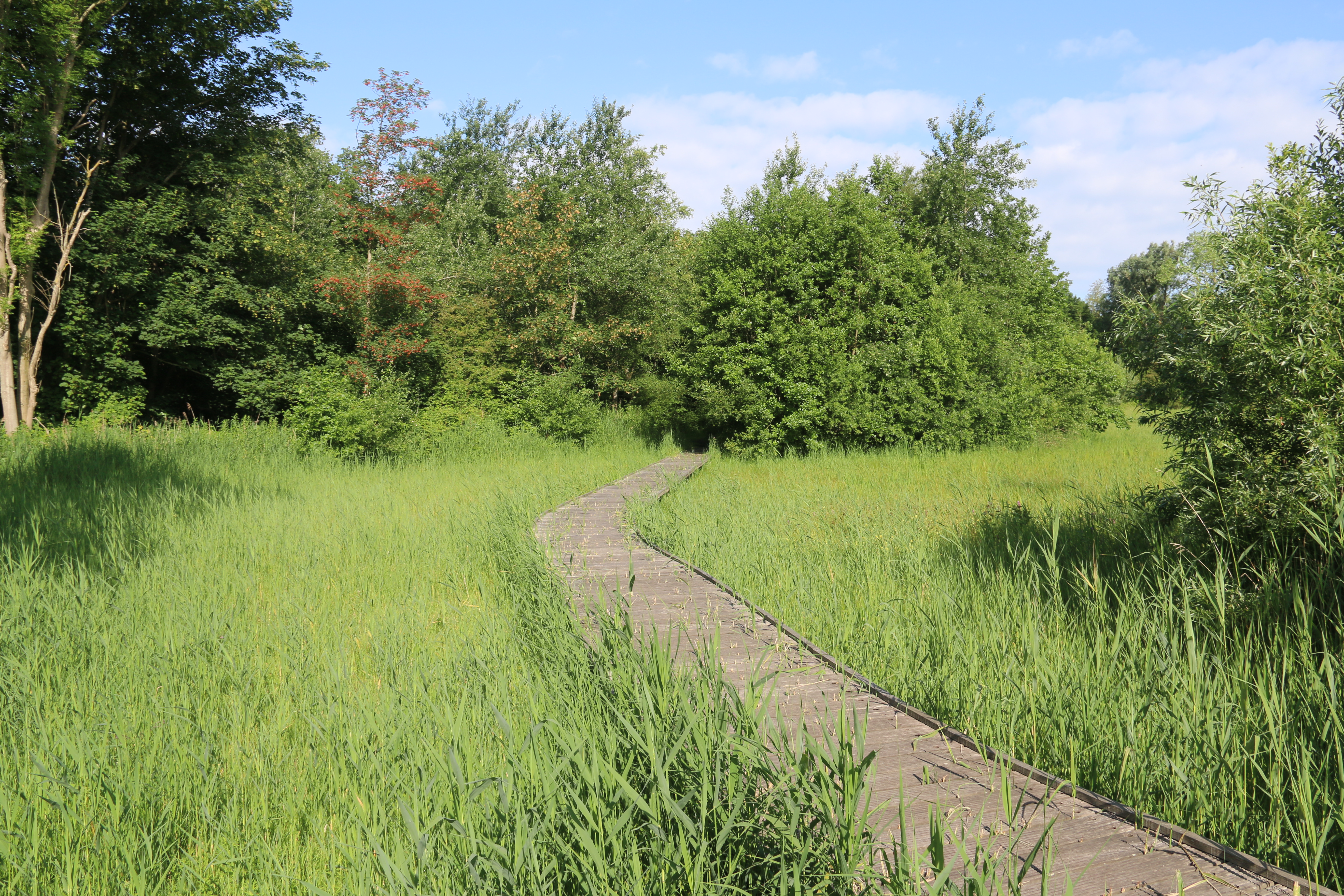